# Augsburg-Beethovenviertel
Das Beethovenviertel ist ein Stadtteil von Augsburg. Es ist Teil des Stadtbezirks Bahnhofs- und Bismarckviertel, der wiederum zum Planungsraum Innenstadt gehört.

## Geografische Lage
Begrenzt wird das Augsburger Beethovenviertel
- im Norden durch den Königsplatz
- im Osten durch die Schießgrabenstraße
- im Süden durch die Stettenstraße
- im Westen durch die Hermanstraße.

## Geschichte des Beethovenviertels
Das Augsburger Beethovenviertel wurde in der Zeit von 1880 bis etwa 1910 als vornehmes bürgerliches Wohnviertel westlich des ehemaligen Schießgrabens angelegt. Nach Aufhebung der Festungseigenschaft Augsburgs im Jahre 1860 war es Teil der ersten größeren Stadterweiterung auf dem Areal zwischen der abgebrochenen westlichen Stadtmauer und der Bahnlinie Augsburg-München. 
An Konzeption und Errichtung des Beethovenviertels beteiligten sich zahlreiche herausragende Augsburger Architekturbüros, so etwa Jack und Wanner, Krauß und Dürr, Oswald und Rottmann, Bresele sowie H. Schnell. Die Namensgebung geht auf den deutschen Komponisten Ludwig van Beethoven zurück.
Die Bebauung erfolgte durchgehend mit zwei- bis viergeschoßigen Wohnhäusern in offener Bauweise. Bei den Fassaden und Einfriedungen der Vorgärten überwogen Gestaltungsformen der Neorenaissance, des Neobarock und des Jugendstils. Geschwungene Straßenzüge, Gärten und öffentliches Grün verliehen dem Viertel einen malerischen Charakter, wie er den zeitgenössischen städtebaulichen Absichten entsprach.
Der soliden Bausubstanz und der großzügigen Bemessung der Grundstücke ist zu verdanken, dass das Beethovenviertel die Bombenangriffe des Zweiten Weltkrieges in weiten Teilen unbeschadet überstehen konnte.

## Beethovenviertel heute
Auch heute noch können Besucher auf ihrem Weg durch das Beethovenviertel den großbürgerlichen Charme der Jahrhundertwende spüren. Die reich dekorierten Häuser der Gründer- und Jugendstilzeit sind großflächig erhalten geblieben und in den zurückliegenden Jahren originalgetreu restauriert worden. Wegen seiner großen Grünflächen und ruhigen, aber dennoch zentralen Lage gilt das Viertel heute als gefragte Wohngegend, die Wohnungspreise sind entsprechend recht hoch.